# Stenomeria tomentosa
Stenomeria tomentosa är en oleanderväxtart som beskrevs av Henry Hurd Rusby. Stenomeria tomentosa ingår i släktet Stenomeria och familjen oleanderväxter. Inga underarter finns listade i Catalogue of Life.